# 倉敷県
倉敷県（くらしきけん）は、1868年（慶応4年）に美作国、備中国、備後国内の幕府領・旗本領を管轄するために明治政府によって設置された県。管轄地域は何度か変遷しているが、現在の岡山県、広島県、香川県に広く分布している。

## 概要
現在の倉敷市は江戸時代には天領であった。江戸時代、倉敷代官所が管轄する幕府領（倉敷支配所）および備中国内の旗本領・寺社領だった地域が、明治維新後に倉敷県となった。県域は現在の岡山県倉敷市の大部分および笠岡市、新見市、高梁市、岡山市の一部、倉敷支配所の備後国の飛地だった現在の広島県府中市上下町などが相当する。さらには讃岐国の多度津藩も含められた。
1871年（明治4年）、備中国、備後国の11県を統合した深津県（小田県）が設置され廃止された。

## 沿革
- 1868年
  - 7月5日（慶応4年5月16日） - 新政府が窪屋郡倉敷町（現在の岡山県倉敷市本町7番2号、倉敷アイビースクエアの位置）の倉敷代官所に倉敷県を設置。
  - 7月12日（慶応4年5月23日） - 高松藩より讃岐国の小豆島付近の島々を編入。
- 1871年
  - 3月25日（明治4年2月5日） - 廃藩となった多度津藩を編入。
  - 11月17日（明治4年10月5日） - 讃岐国の管轄地域を丸亀県に移管。
  - 12月26日（明治4年11月15日） - 第1次府県統合により備中国、備後国の11県が統合して深津県（のちに小田県と改称）を設置。同日倉敷県廃止。ただし、備後国甲奴郡は広島県に編入された。

## 管轄地域
- 美作国
  - 勝北郡のうち - 11村（倉敷代官所）
  - 西北条郡のうち - 9村（同上）
  - 西西条郡のうち - 32村（津山藩預所）
  - 東北条郡のうち - 15村（倉敷支配所8村、津山藩預所7村）
  - 大庭郡のうち - 27村（津山藩預所）
- 備中国
  - 都宇郡のうち - 39村（倉敷支配所13村、旗本領26村）
  - 窪屋郡のうち - 18村（倉敷支配所7村、旗本領9村）
  - 賀陽郡のうち - 15村（倉敷支配所5村、旗本領3村、備中松山藩領6村、寺社領1村）
  - 浅口郡のうち - 13村（倉敷支配所10村、旗本領1村、松山藩領2村）
  - 小田郡のうち - 57村（倉敷支配所21村、旗本領5村、一橋徳川家領31村）
  - 後月郡のうち - 34村（倉敷支配所1村、大森代官所2村、旗本領8村、一橋徳川家領27村）
  - 哲多郡のうち - 28村（倉敷支配所11村、松山藩領17村）
  - 阿賀郡のうち - 29村（倉敷支配所19村、旗本領5村、松山藩領5村）
  - 上房郡のうち - 12村（一橋徳川家領9村、松山藩領3村）
  - 川上郡のうち - 39村（倉敷代官所6村、大森代官所13村、旗本領14村、松山藩領6村）
- 備後国
  - 甲奴郡のうち - 12村（倉敷支配所）
  - 神石郡のうち - 1村（同上）
- 讃岐国
  - 小豆郡のうち - 9村（倉敷支配所3村、津山藩領6村。小豆島、直島、男木島、女木島）
  - 那珂郡のうち - 5村
  - 多度郡のうち - 15村（多度津藩領）
  - 三野郡のうち - 5村（同上）

なお相給が存在するため、村数の合計は一致しない。

## 歴代知事
- 1868年7月6日（慶応4年5月17日） - 1868年7月22日（慶応4年6月3日）: 知事・内海貞利
- 1868年7月22日（慶応4年6月3日） - 1868年9月4日（慶応4年7月18日）: 不在
- 1868年9月4日（慶応4年7月18日） - 1869年8月24日（明治2年7月17日）: 知事・小原正東（元高知藩士）
- 1869年8月24日（明治2年7月17日） - 1869年9月3日（明治2年7月27日）: 権知事・伊勢氏華（元山口藩士）
- 1869年9月3日（明治2年7月27日） - 1871年12月26日（明治4年11月15日）: 知事・伊勢氏華（前倉敷県権知事）